# Philinopsis
Philinopsis es un género de molusco opistobranquio de la familia Aglajidae.

## Especies
El Registro Mundial de Especies Marinas reconoce como válidas las siguientes especies en el género:
- Philinopsis aeci Ortea & Espinosa, 2001
- Philinopsis aliciae Gosliner, 2015
- Philinopsis anneae Ornelas-Gatdula & Valdés, 2012
- Philinopsis bagaensis Ortea, Moro & Espinosa, 2007
- Philinopsis batabanoensis Ortea, Moro & Espinosa, 2007
- Philinopsis buntot Gosliner, 2015
- Philinopsis capensis (Bergh, 1907)
- Philinopsis coronata Gosliner, 2011
- Philinopsis ctenophoraphaga Gosliner, 2011
- Philinopsis depicta (Renier, 1807)
- Philinopsis dubia (O'Donoghue, 1929)
- Philinopsis falciphallus Gosliner, 2011
- Philinopsis gardineri (Eliot, 1903)
- Philinopsis gigliolii (Tapparone Canefri, 1874)
- Philinopsis lineolata (H. Adams & A. Adams, 1854)
- Philinopsis minor (Tchang, 1934)
- Philinopsis miqueli Pelorce, Horst & Hoarau, 2013
- Philinopsis orientalis (Baba, 1949)
- Philinopsis petra (Ev. Marcus, 1976)
- Philinopsis pilsbryi (Eliot, 1900)
- Philinopsis pusa (Ev. Marcus & Er. Marcus, 1966)
- Philinopsis quinza (Ev. Marcus, 1979)
- Philinopsis reticulata (Eliot, 1903)
- Philinopsis speciosa Pease, 1860
- Philinopsis taronga (Allan, 1933)
- Philinopsis troubridgensis (Verco, 1909)
- Philinopsis virgo (Rudman, 1968)

Especies que han sido aceptadas como sinonimia:
- Philinopsis cyanea (Martens, 1879) aceptada como Philinopsis speciosa Pease, 1860
- Philinopsis nigra Pease, 1860 aceptada como Philinopsis pilsbryi (Eliot, 1900)

## Galería

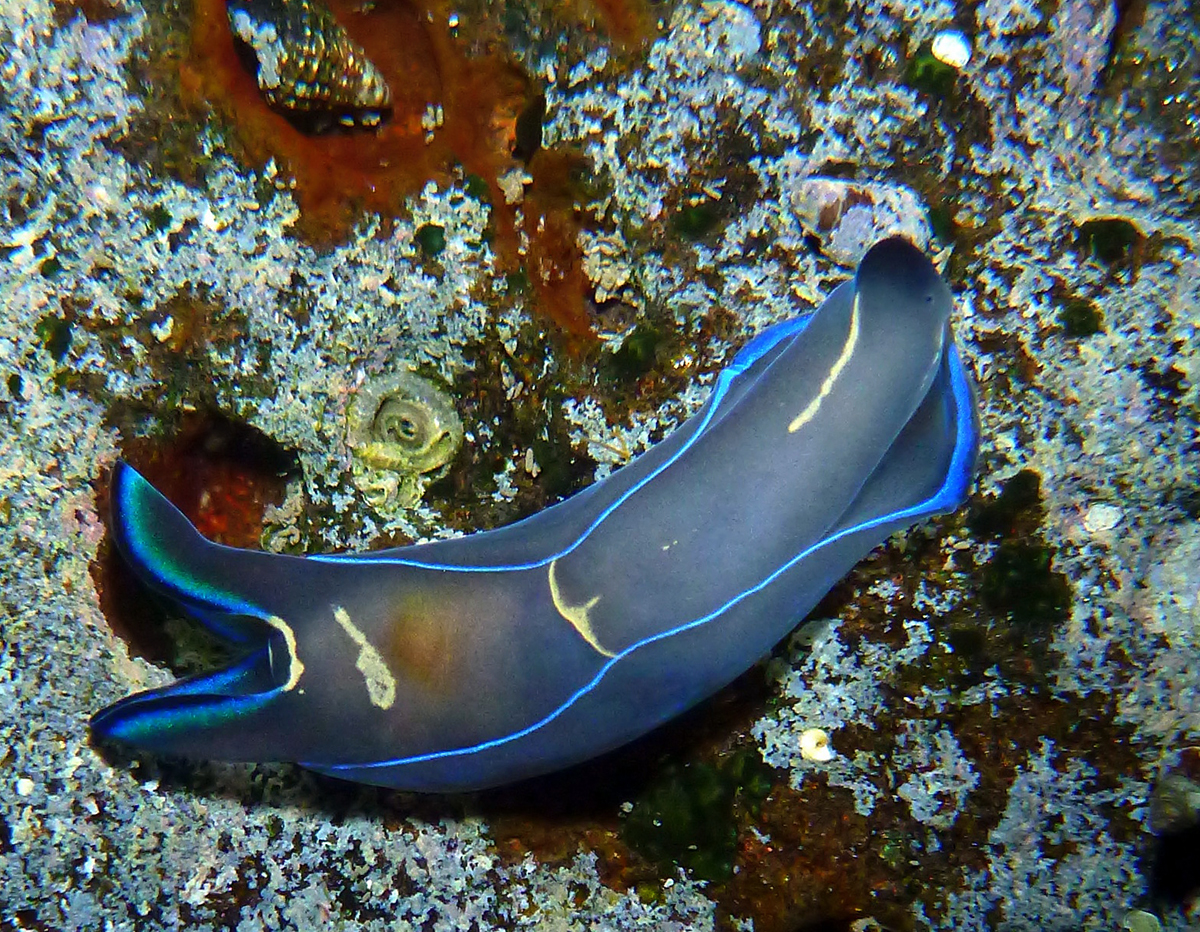
Philinopsis gardineri
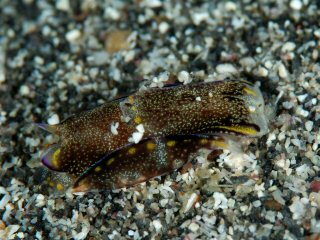
Philinopsis gigliolii
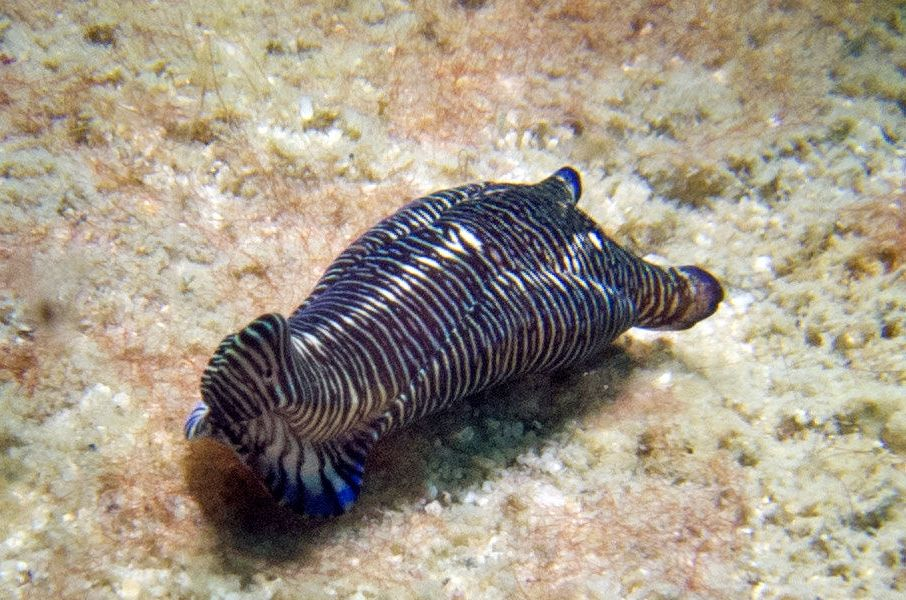
Philinopsis lineolata
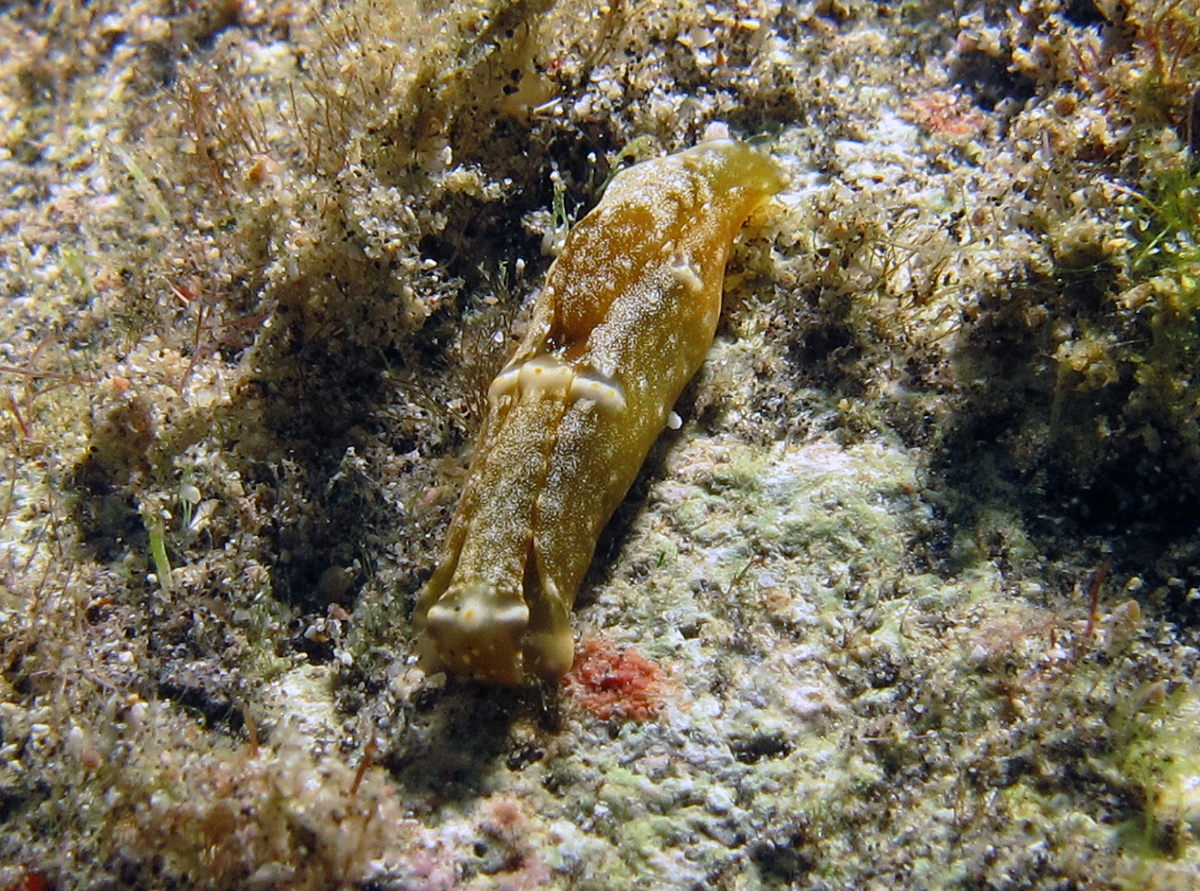
Philinopsis orientalis
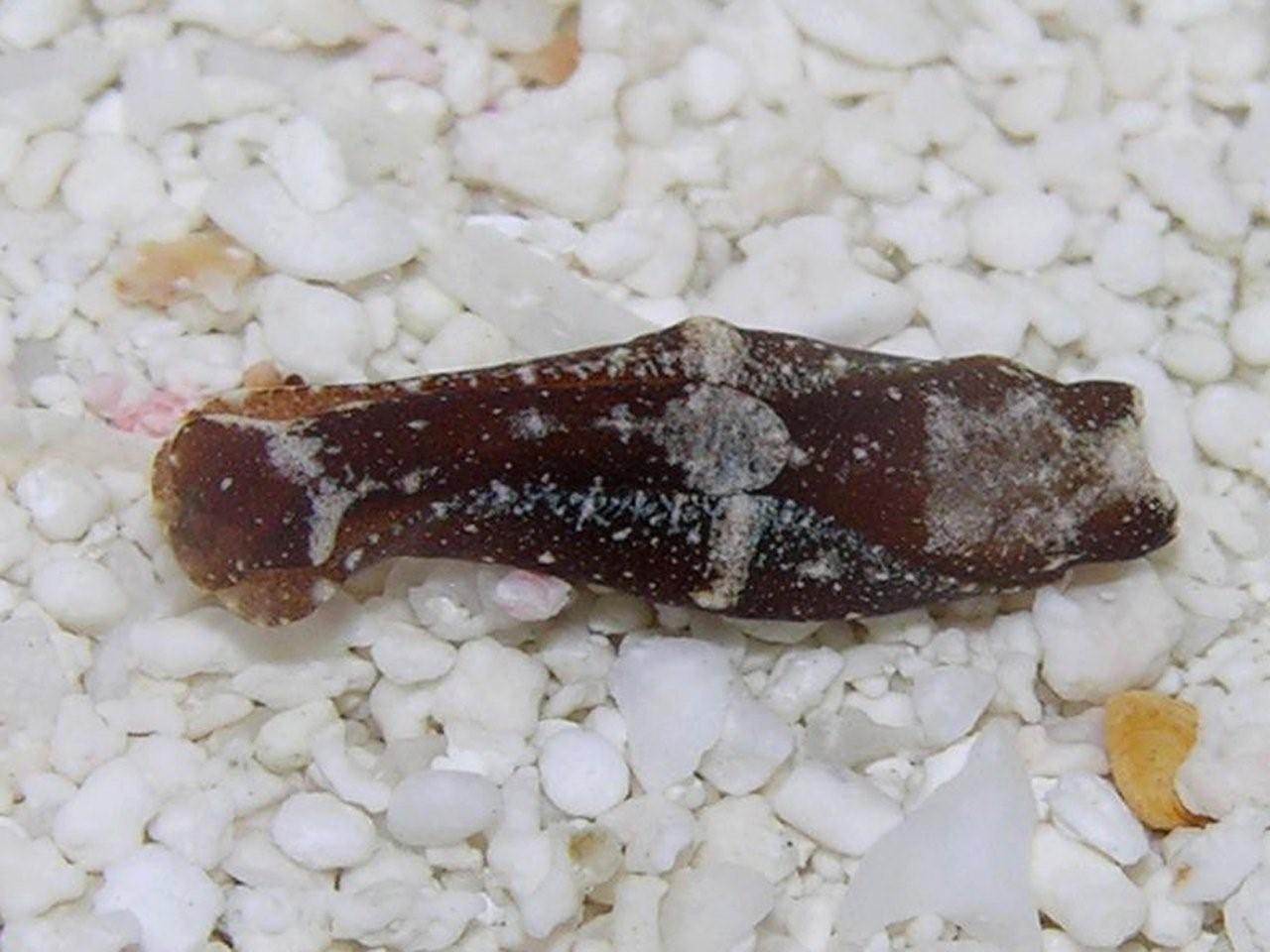
Philinopsis petra
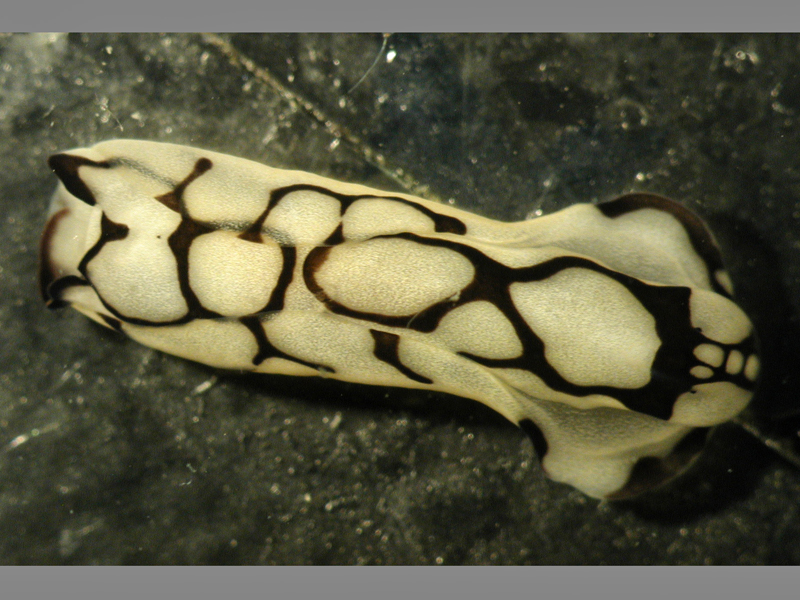
Philinopsis pilsbryi
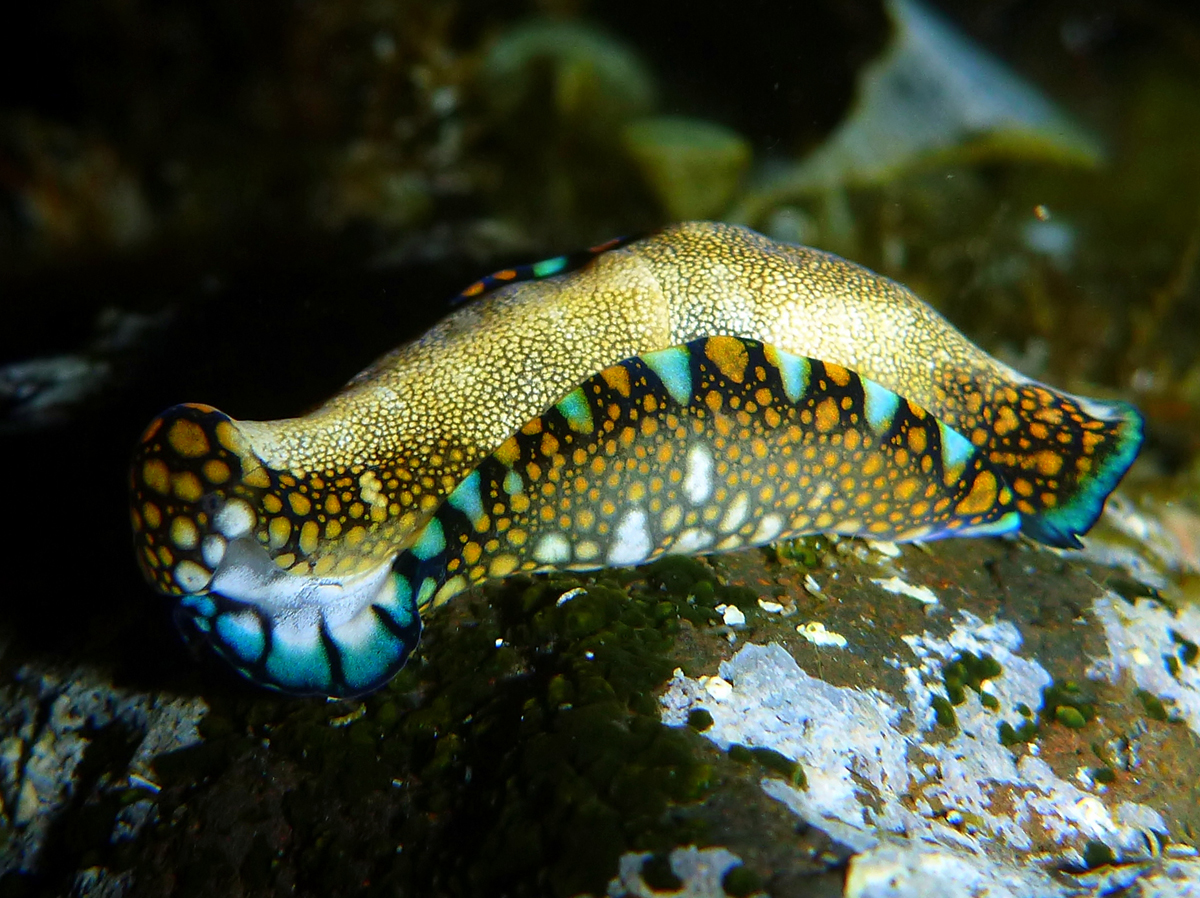
Philinopsis reticulata
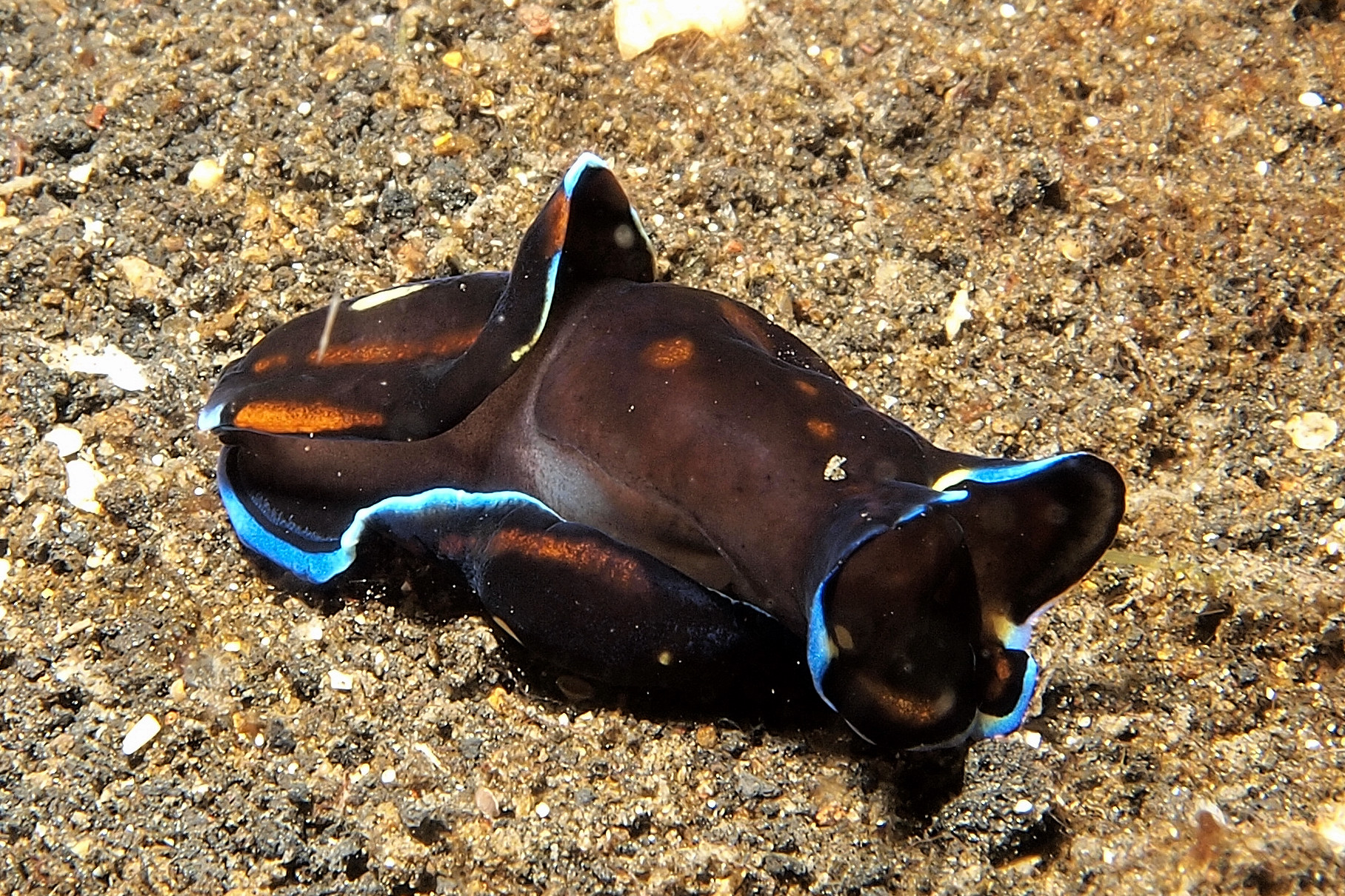
Philinopsis speciosa
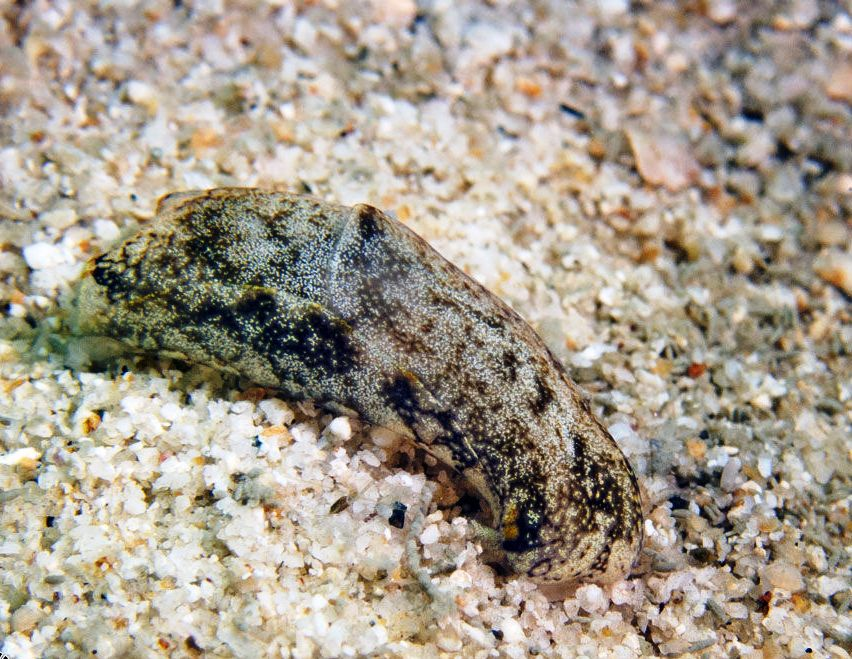
Philinopsis taronga

## Morfología
El género se caracteriza por tener el cuerpo alargado-oval, la capa protectora de la cabeza entre dos quintos y la mitad del tamaño del cuerpo. Las esquinas posteriores de la capa protectora de la cabeza son redondeadas . La capa posterior es redondeada anteriormente y se extiende justo más allá del extremo del pie. En la parte posterior de la capa, pequeñas solapas se extienden posteriormente desde cada lado, inclinándose para cubrir parcialmente el extremo posterior del manto, o notum. Los parapodios, o extensiones laterales del pie, son grandes y cubren los lados de la capa protectora de la cabeza y de la capa posterior. La boca está bordeada por un par de grandes montículos que tienen largas cerdas sensoriales retráctiles. La concha interna es muy reducida y frágil.

## Reproducción
Son ovíparos y hermafroditas simultáneos, que cuentan con órganos genitales femeninos y masculinos: receptáculo seminal, bursa copulatrix o vagina, próstata y pene. No obstante, no pueden autofertilizarse, por lo que necesitan copular con otro individuo para ello. La cópula puede ser unidireccional, entre dos individuos, o en grupo, formando cadenas o círculos en las que un mismo individuo ejerce de macho inseminando a otro ejemplar, mientras simultáneamente es inseminado por otro individuo diferente.
Las puestas de huevos consisten en tiras de huevos formando balones o cilindros, que se fijan al sustrato mediante un mucus. El diámetro de los huevos es 88.05 ± 31.30 μm.

## Alimentación
Son predadores carnívoros, alimentándose principalmente de otros caracoles, como especies del género Bulla, Atys o  Haminoea.

## Hábitat y distribución
Estas pequeñas babosas marinas se distribuyen por los océanos Atlántico, Índico y Pacífico.
Habitan aguas templadas y tropicales, en un rango de temperatura entre 22.79 y 26.80 °C, y en un rango de profundidad entre 0,5 y 15 m.
 Se localizan en fondos arenosos y rocosos, principalmente de arrecifes de coral.